# Zadnia Garajowa Turnia
Zadnia Garajowa Turnia (niem. Hinterer Garai-Turm, słow. Zadná Garajova veža, węg. Hátsó-Garai-torony) – turnia o wysokości 2349 m (według starszych pomiarów ok. 2340 m), znajdująca się w Grani Hrubego w słowackiej części Tatr Wysokich. Od Skrajnej Bednarzowej Turni oddzielona jest ona siodłem Skrajnej Bednarzowej Ławki, a od Pośredniej Garajowej Turni oddziela ją siodło Zadniej Garajowej Ławki. 
Zadnia Garajowa Turnia ma dwa wierzchołki, z których wyższy o ponad 4 metry jest południowo-wschodni. W stronę Doliny Hlińskiej turnia opada wysoką i stromą północno-wschodnią ścianą o wysokości około 800 m. Należy ona do jednych z największych urwisk tatrzańskich. Ściana  opada do Bednarzowego Koryciska i Garajowej Zatoki, a jej najniższa ostroga znajduje się tuż na lewo od Garajowej Zatoki na wysokości około 1540 m. W ścianie tej znajduje się północny filar opadający z najwyższego punktu turni i około 200 m niżej zakończony wielką ścianą czołową. Jej prawą część przecina opadający w dół, prosto jak strzelił komin o wysokości około 300 m, uchodzący do Garajowej Zatoki.  W górnej części filara, między jego ostrzem a depresją Zadniej Garajowej Ławki, jest olbrzymia powierzchnia gładkich i średnio stromych płyt, o których Władysław Cywiński w 14. tomie przewodnika wspinaczkowego pisał: warto tu być, którąkolwiek drogą, choćby dla widoku i kontaktu z tymi płytami. 
Jest to najdalej na południowy wschód wysunięta z trzech Garajowych Turni – pozostałymi są Pośrednia Garajowa Turnia i Skrajna Garajowa Turnia. Ich nazwy pochodzą od niedalekiej Dolinki Garajowej, a tej z kolei, jak i wielu innych obiektów w tym rejonie Tatr, od niejakiego Garaja, wspólnika Juraja Jánošíka. Nazwy utworzył Witold Henryk Paryski w 8. tomie przewodnika wspinaczkowego.
Pierwszego wejścia na wierzchołek Zadniej Garajowej Turni dokonano 4 sierpnia 1906 r., a autorami jego byli Józef Bajer, Stanisław Konarski i Ignacy Król. Wejścia tego dokonali podczas przechodzenia Grani Hrubego na odcinku od Teriańskiej Przełęczy Niżniej do Garajowej Strażnicy.

## Taternictwo
Na Zadnią Garajową Turnię, podobnie jak na inne obiekty w Grani Hrubego, nie prowadzą żadne oznakowane szlaki turystyczne. Obecnie dozwolone jest taternikom przejście granią i wspinaczka od strony Doliny Hlińskiej. Niewcyrka jest obszarem ochrony ścisłej TANAP-u z zakazem wstępu.
Drogi wspinaczkowe
1. Prawą częścią północno-wschodniej ściany; III, IV, kilka miejsc V w skali tatrzańskiej, czas przejścia 6 godz.
2. Środkiem ściany czołowej północno-wschodniego filara; V, 14 godz.
3. Lewą częścią ściany czołowej północno-wschodniego filara
4. Wzdłuż ostrza północno-wschodniego filara; IV+, 16 godz.[5]

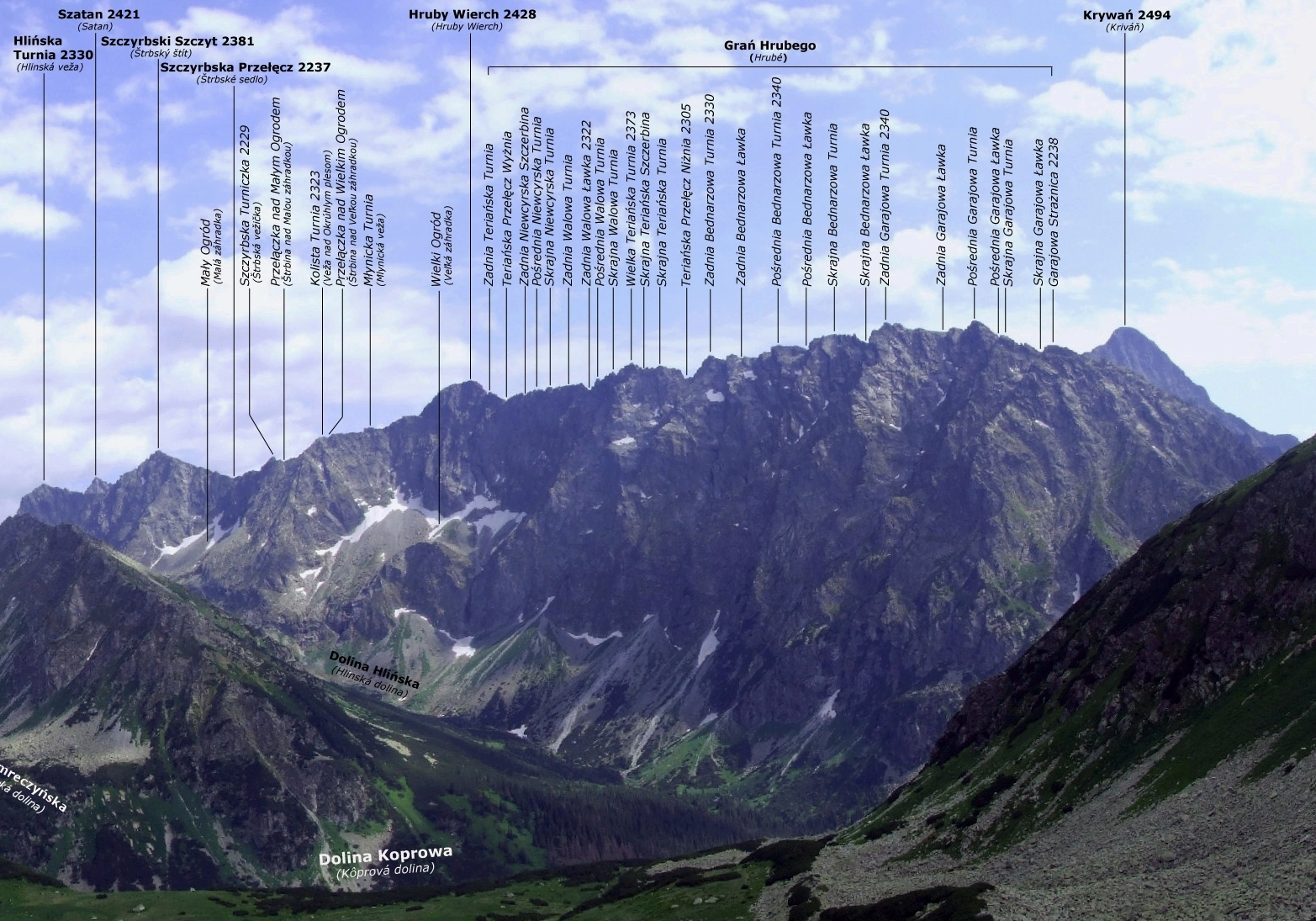
Widok z Zaworów
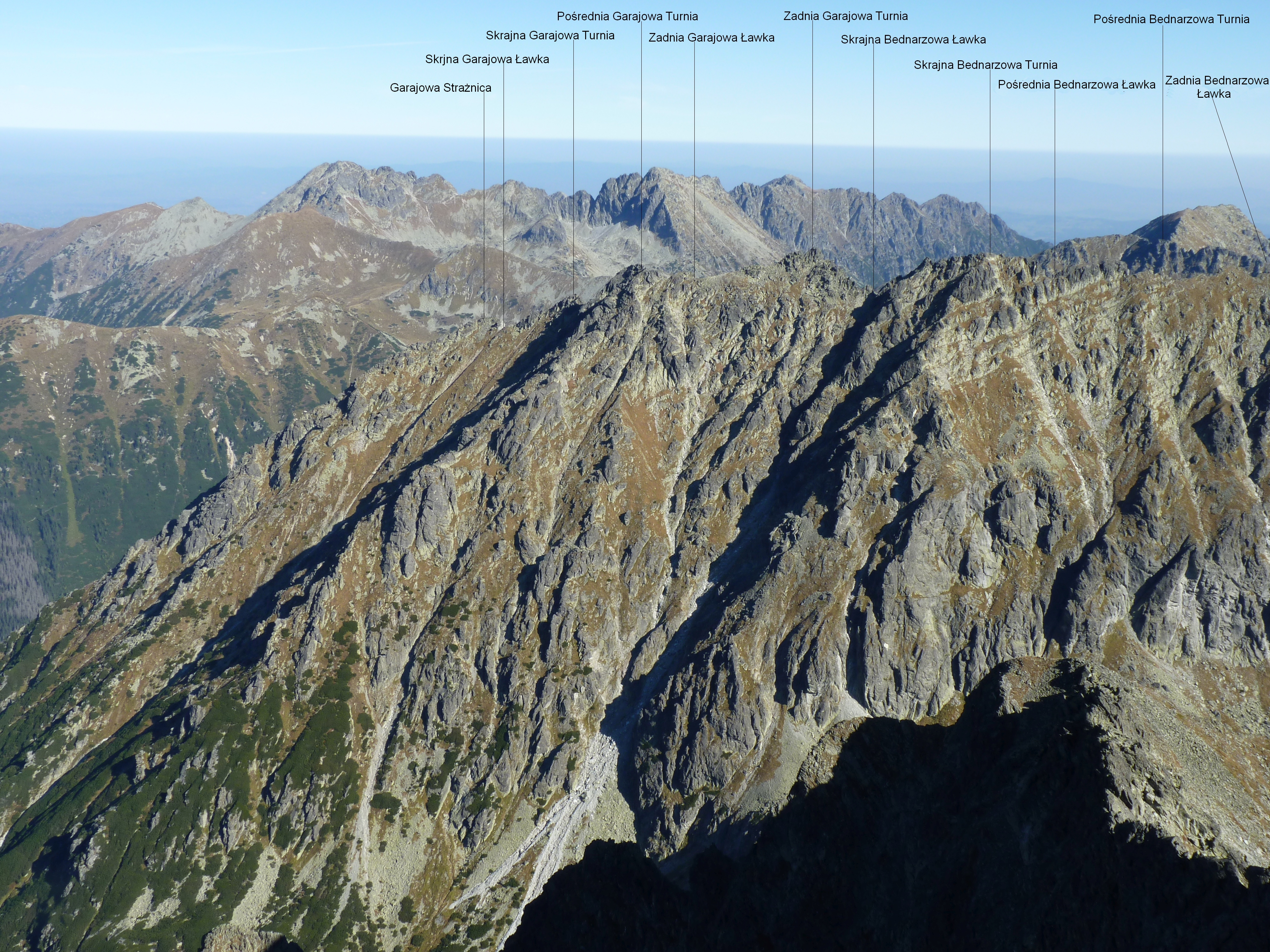
Widok z Krywania